# Пополано (Фиренца)
Пополано је насеље у Италији у округу Фиренца, региону Тоскана.
Према процени из 2011. у насељу је живело 264 становника. Насеље се налази на надморској висини од 274 м.